# 異形總動員
《異形總動員》（英語：Virus）是一部1999年美國科幻恐怖片，是視覺特效師約翰·布魯諾的長片導演處女作，主演為潔美·李·寇蒂斯、威廉·鮑德溫與唐纳德·萨瑟兰。本片改編自查克·費瑞爾編劇的漫畫書《病毒》，劇情講述一艘船上的人類抵抗外星生命的入侵。

## 製作
主體拍攝於1997年1月30日開始，於北卡罗来纳州進行製作。

## 評價
影評人給予本片的評價普遍不佳。爛番茄根據49篇影評給出12%的「新鮮度」。Metacritic收集17篇影評，給出加權平均數19，代表「壓倒式差評」。據美國影院评分調查，觀眾的平均評價於A+至F間落於「C」。

## 腳註
1. ↑  . 英國電影分級委員會. January 29, 1999  [September 24, 2016]. （原始内容存档于2019-08-17）.
2. 1 2  .   [2024-05-19]. （原始内容存档于2018-10-05）.
3. ↑  Fuson, Brian. . The Hollywood Reporter 346 (4). 1997-02-04: 15-16, 18, 20, 22, 24, 33-34, 36, 38-39, 42 （美国英语）.ProQuest 2393629959
4. ↑  . Rotten Tomatoes.   [2024-05-19]. （原始内容存档于2024-09-26）.
5. ↑  , Metacritic,   [2022-04-02], （原始内容存档于2023-03-07）
6. ↑  . cinemascore.com.   [2024-05-19]. （原始内容存档于2017-09-16）.

## 外部連結
- 互联网电影数据库（IMDb）上《異形總動員》的资料（英文）
- AllMovie上《異形總動員》的资料（英文）
- TCM电影资料库上《異形總動員》的资料（英文）
- Box Office Mojo上《異形總動員》的資料（英文）